# Умяров, Равиль Фатекович
Равиль Фатекович Умяров (9 января 1962, Москва) — советский и российский футболист, полузащитник и нападающий, российский футбольный тренер. Провёл более 300 матчей в составе ФК «Тюмень» в качестве игрока, работал главным тренером клуба. Мастер спорта СССР.

## Биография
Воспитанник футбольной школы московского ЦСКА. На взрослом уровне начал выступать в 18-летнем возрасте в новосибирском СКА в первенстве коллективов физкультуры.
В 1982 году перешёл в тюменский клуб «Факел», в скором времени переименованный в «Геолог», а затем носивший названия «Динамо-Газовик» и «Тюмень». Выступал в составе команды 15 сезонов с небольшим перерывом. Провёл в первенствах СССР и России 363 матча (379 матчей с учётом переходного турнира 1993 года и финальных турниров второй лиги СССР).
В 1992 и 1994 годах играл со своей командой в высшей лиге России, провёл 36 матчей и забил один гол. Дебютировал в высшей лиге в первом матче своей команды, 29 марта 1992 года против камышинского «Текстильщика». Автором гола стал 2 августа 1992 года в игре с владикавказским «Спартаком».
Летом 1994 года перешёл в тобольский «Иртыш», за эту команду сыграл четыре матча. В 1995 году вернулся в Тюмень, но играл только за дубль. Завершил карьеру игрока в 1996 году.
С 1997 года работал тренером в детской секции «Форвард», затем в штабе «Тюмени». Был первым тренером вратаря сборной России по мини-футболу Георгия Замтарадзе. В 2004—2009 годах работал главным тренером «Тюмени», в первых двух сезонах команда выступала в любительских соревнованиях, с 2006 года — в ПФЛ. Впоследствии работал помощником тренера, главным тренером дубля, тренером детских команд.

## Достижения
как игрок
- Победитель зонального турнира первой лиги России: 1993
- Победитель зонального турнира второй лиги СССР: 1984, 1985, 1986
- Обладатель Кубка РСФСР: 1984
- Финалист Кубка РСФСР: 1983, 1985

как тренер
- Победитель зональных турниров ЛФЛ: 2004, 2005